# Hl. Großmärtyrer Dimitri (Domrke)

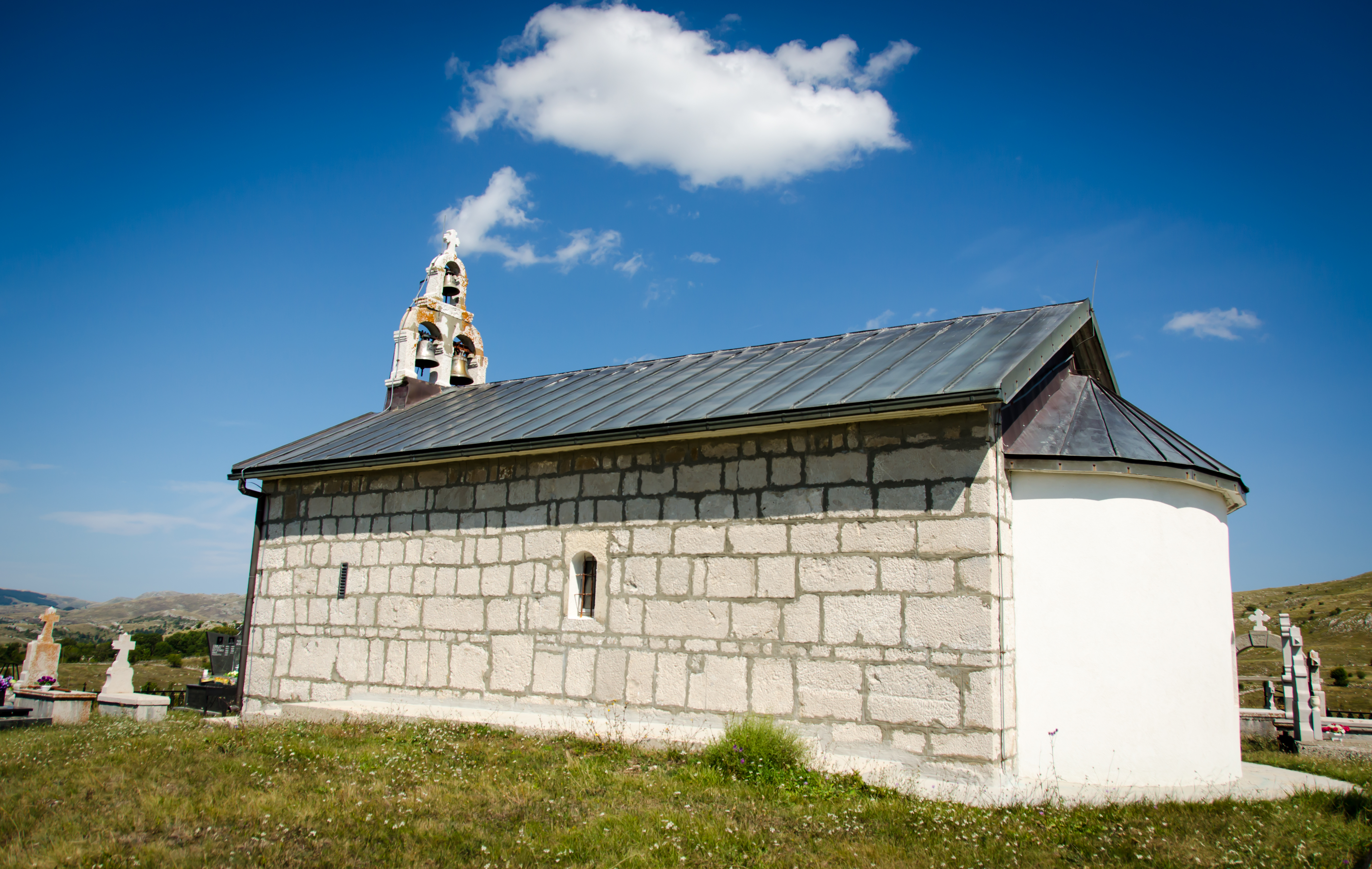
Die Kirche Hl. Dimitri in Domrke

Die Kirche Hl. Großmärtyrer Dimitri (serbisch: Црква светог великомученика Димитрија, Crkva svetog velikomučenika Dimitrija) in Domrke, einem Dorf in der Opština Gacko, ist eine serbisch-orthodoxe Kirche im Südwesten von Bosnien und Herzegowina.
Die nach dem Volksglauben im 13. Jahrhundert erbaute Kirche ist eine Filialkirche der Pfarrei Gacko II im Dekanat Mostar-Nevesinje der Eparchie Zahumlje-Herzegowina-und-Küstenland der serbisch-orthodoxen Kirche. Die Kirche ist dem Hl. Großmärtyrer Dimitri geweiht.

## Lage
Die Kirche steht im 44 Einwohner zählenden Dorf Domrke in der Opština Gacko in der südlichen Ostherzegowina. Domrke liegt rund 25 km nordwestlich des Gemeindehauptortes Gacko auf dem felsigen Gebiet des Gatačka površ. Um die Kirche herum befindet sich der serbisch-orthodoxe Friedhof zu Domrke aus dem Mittelalter.

## Geschichte und Architektur
Die Kirche Hl. Großmärtyrer Dimitri ist eine der ältesten Kirchen auf dem Gebiet der Gemeinde Gacko und der ganzen Ostherzegowina. Das Gotteshaus ist ein einschiffiges Kirchengebäude aus Stein mit einer Altar-Apsis im Osten und einem Glockentürmchen im Westen über dem Eingang. Die Kirche ist im typischen Kirchenbaustil der östlichen Herzegowina, Dalmatiens und Montenegros erbaut.
Gemäß der Überlieferung hat König Stefan Nemanjić der Erstvermählte auf Geheiß seines Bruders, des Hl. Sava von Serbien, des Begründers der Serbisch-orthodoxen Kirche, das Dorf gegründet und die Dorfkirche Hl. Dimitri erbauen lassen. Nach der Niederlage und dem Verlust der Königskrone bei der Schlacht auf dem Gatačko polje sei König Stefan Uroš I. 1276 in der Kirche beerdigt worden. 
Die Kirche wurde in ihrer Geschichte mehrmals zerstört und neu wieder aufgebaut. Archäologischen Untersuchungen zufolge wurde die Kirche 1883 großflächig erneuert bzw. rekonstruiert. Unter ihren Fundamenten wurden Reste einer zwar älteren, aber nicht so alt wie behaupteten Kirche gefunden. Zuletzt wurde die Kirche Hl. Dimitri 2001 erneuert und neu eingeweiht vom damaligen Bischof der Eparchie Zahumlje-Herzegowina-und-Küstenland, Grigorije Durić.

## Galerie

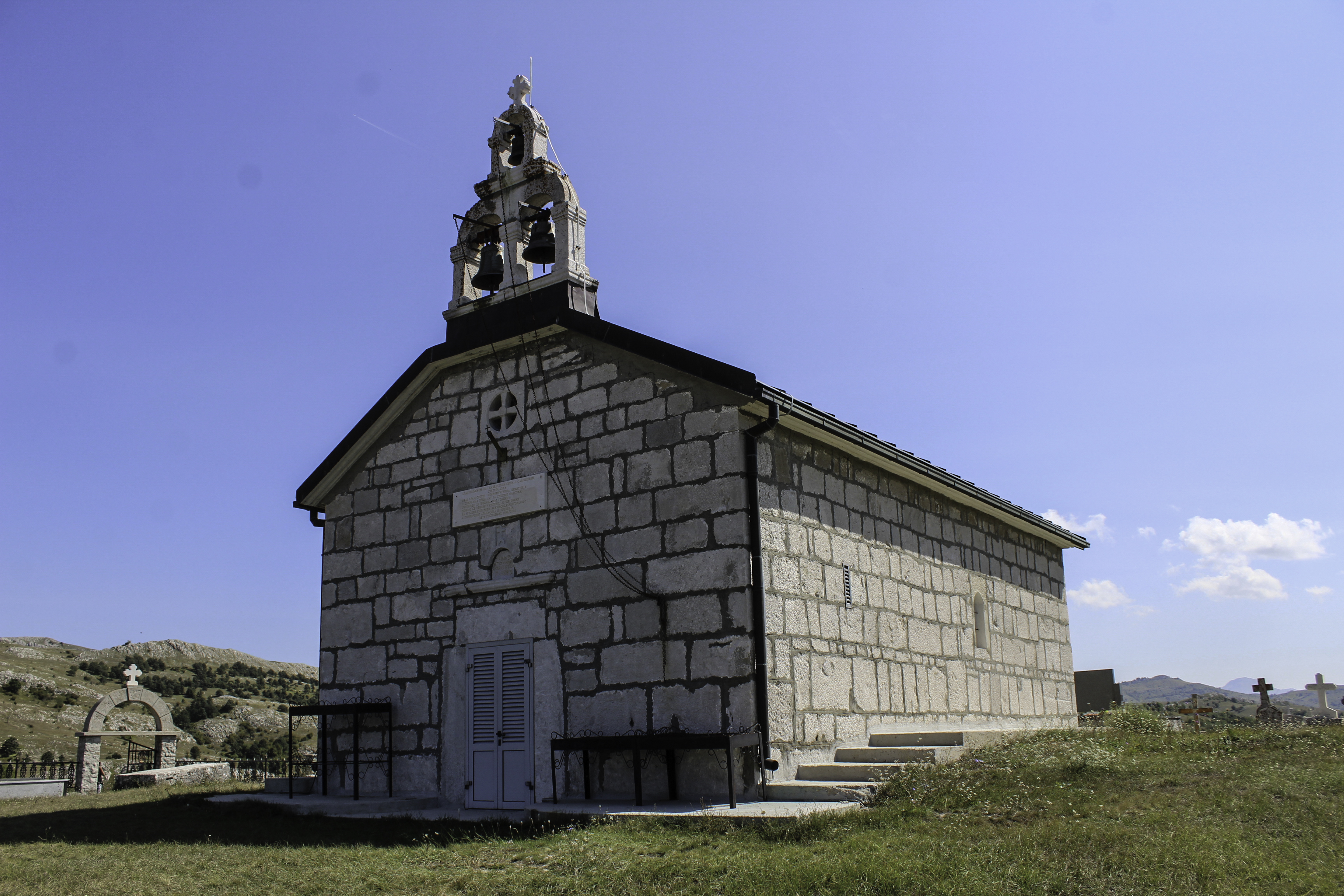
Die Kirche von Westen
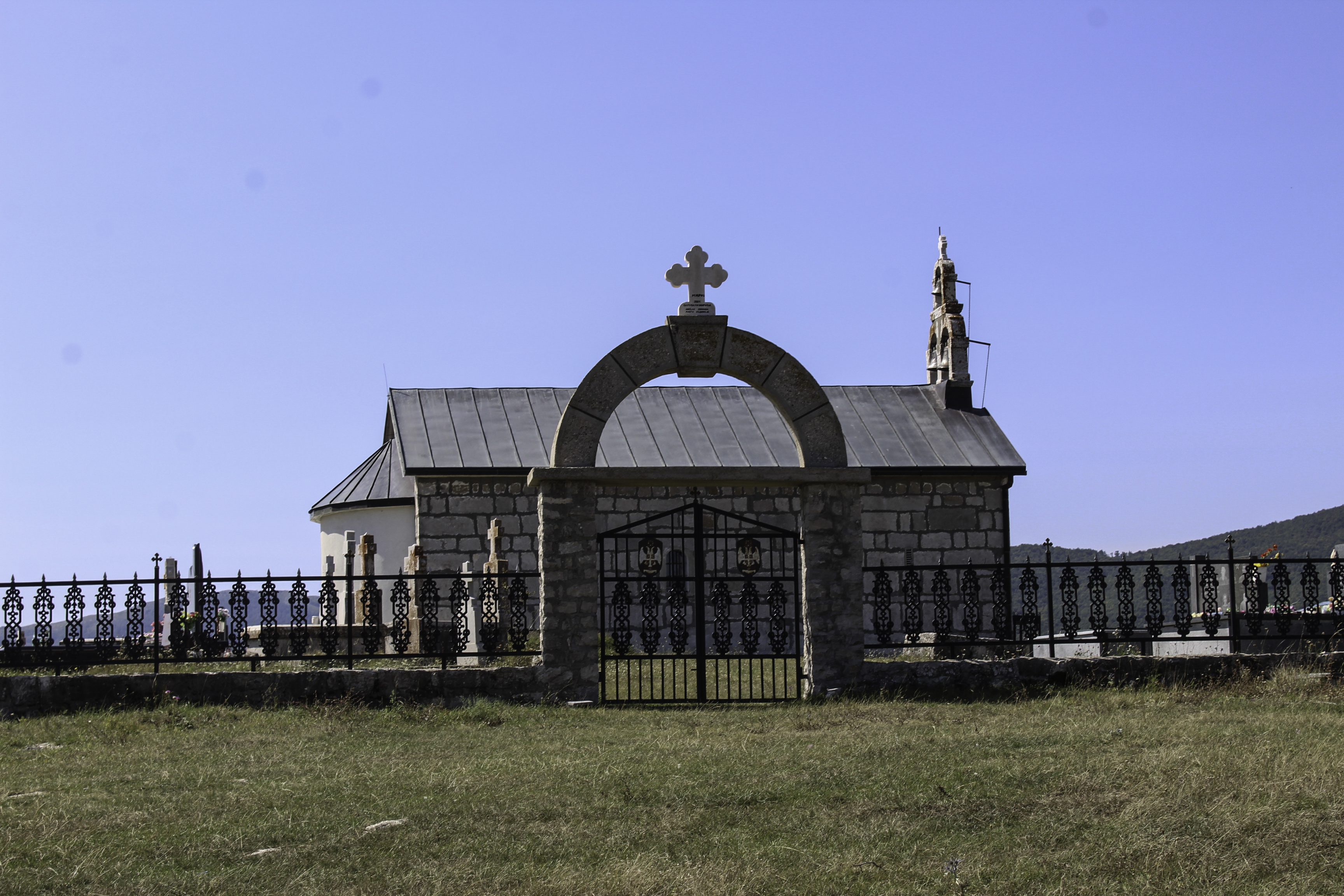
Der Eingang in den Kirchhof
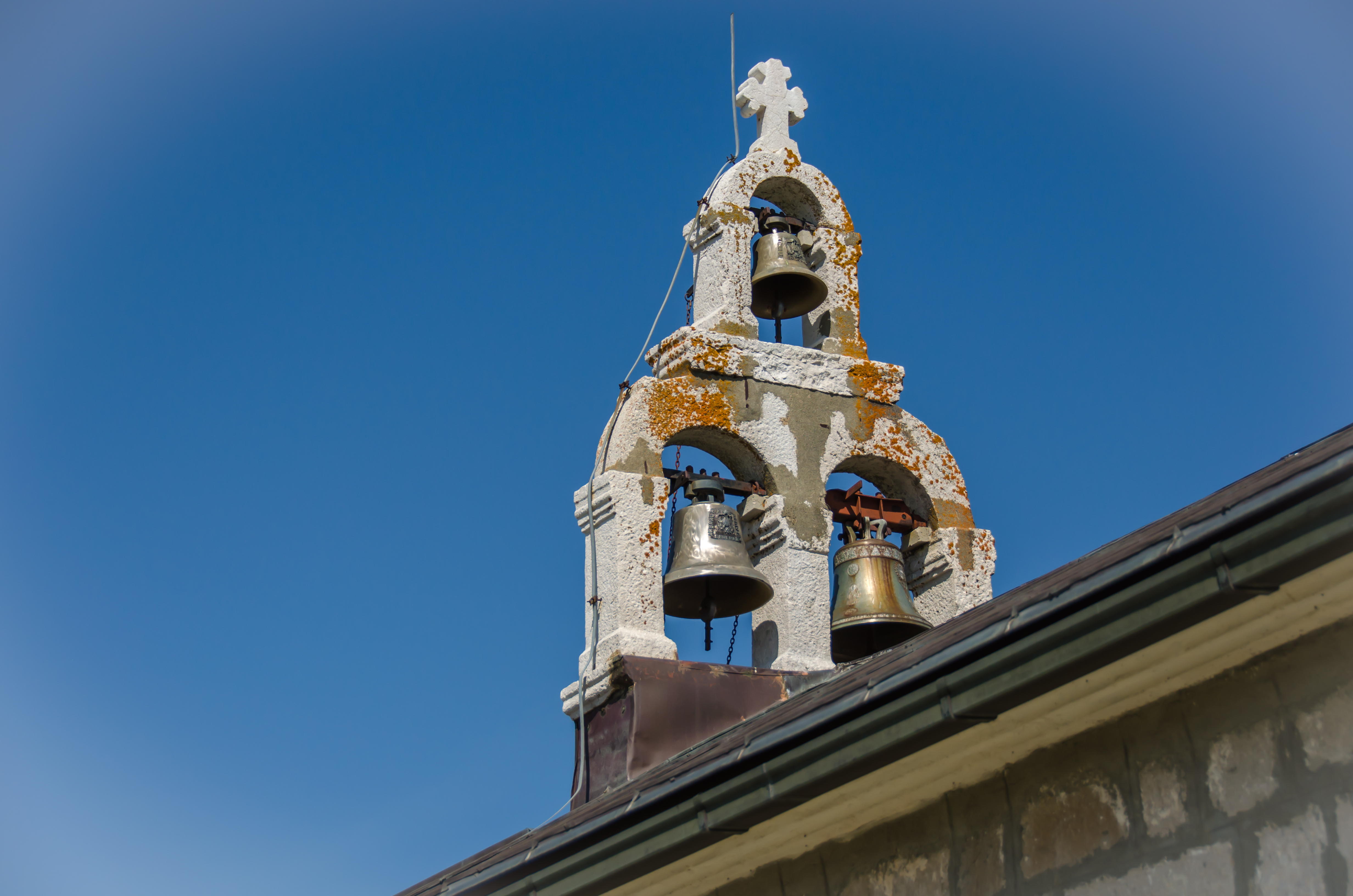
Die drei Kirchglocken
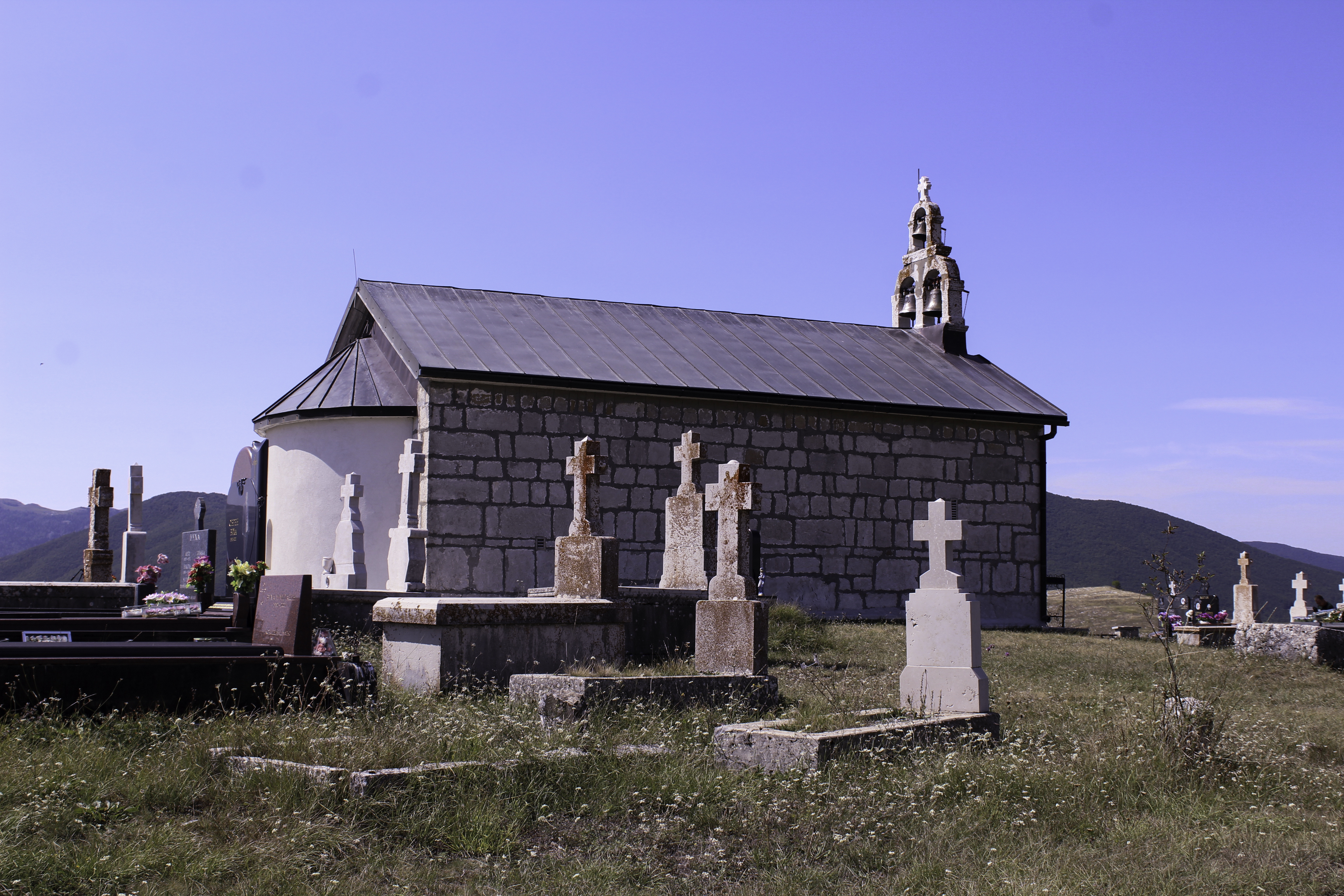
Die Kirche und Gräber
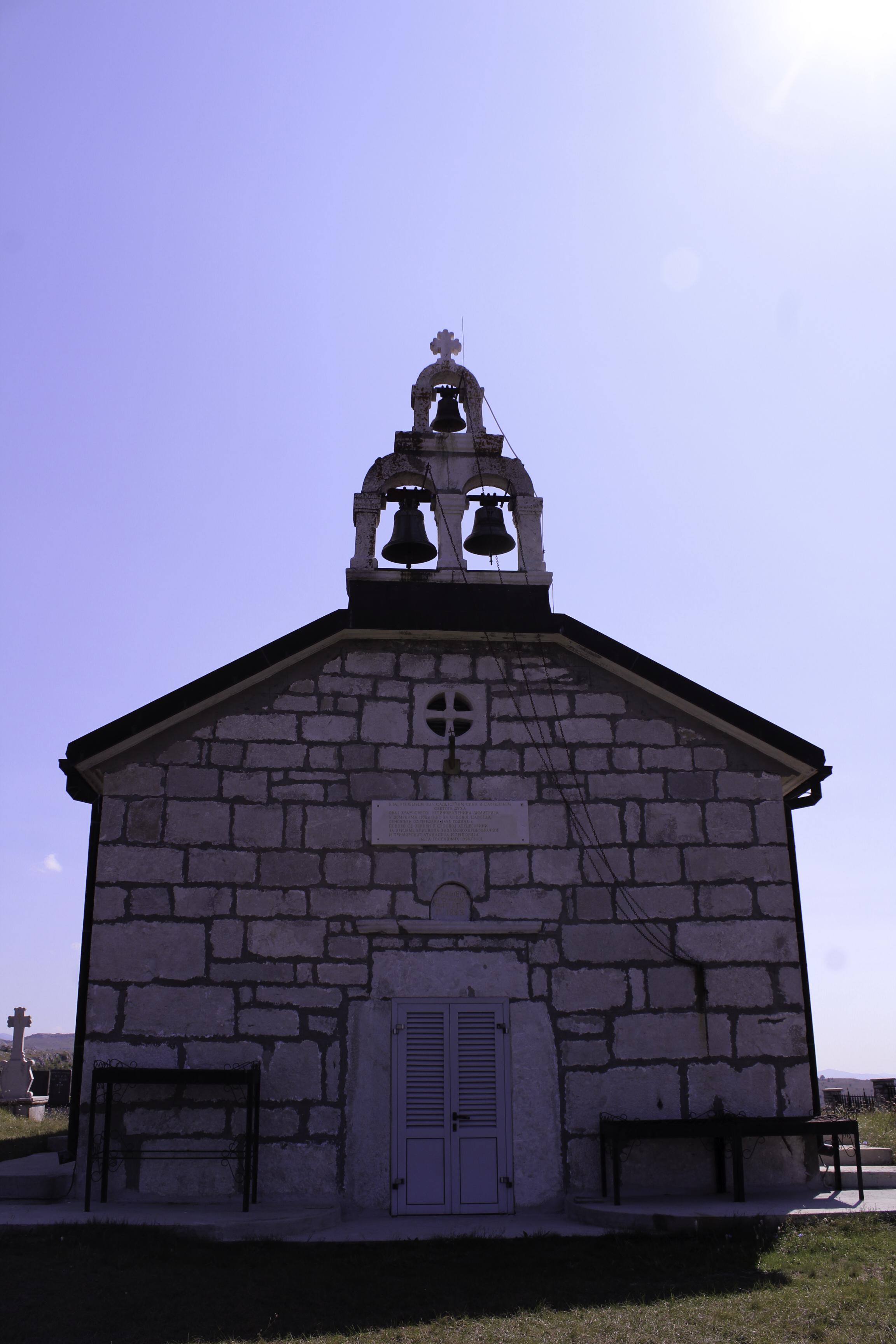
Der Eingang der Kirche
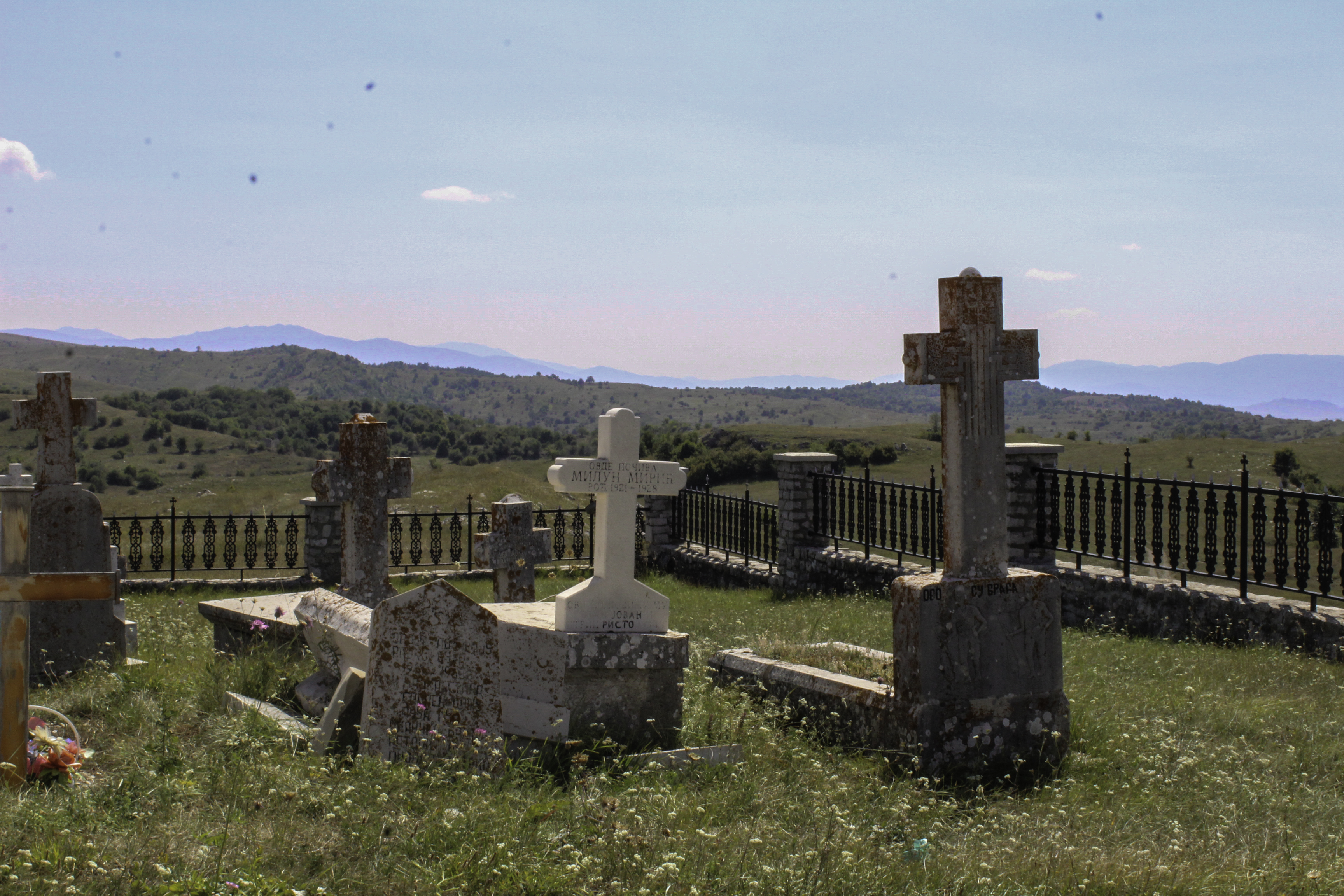
Gräber im Kirchhof
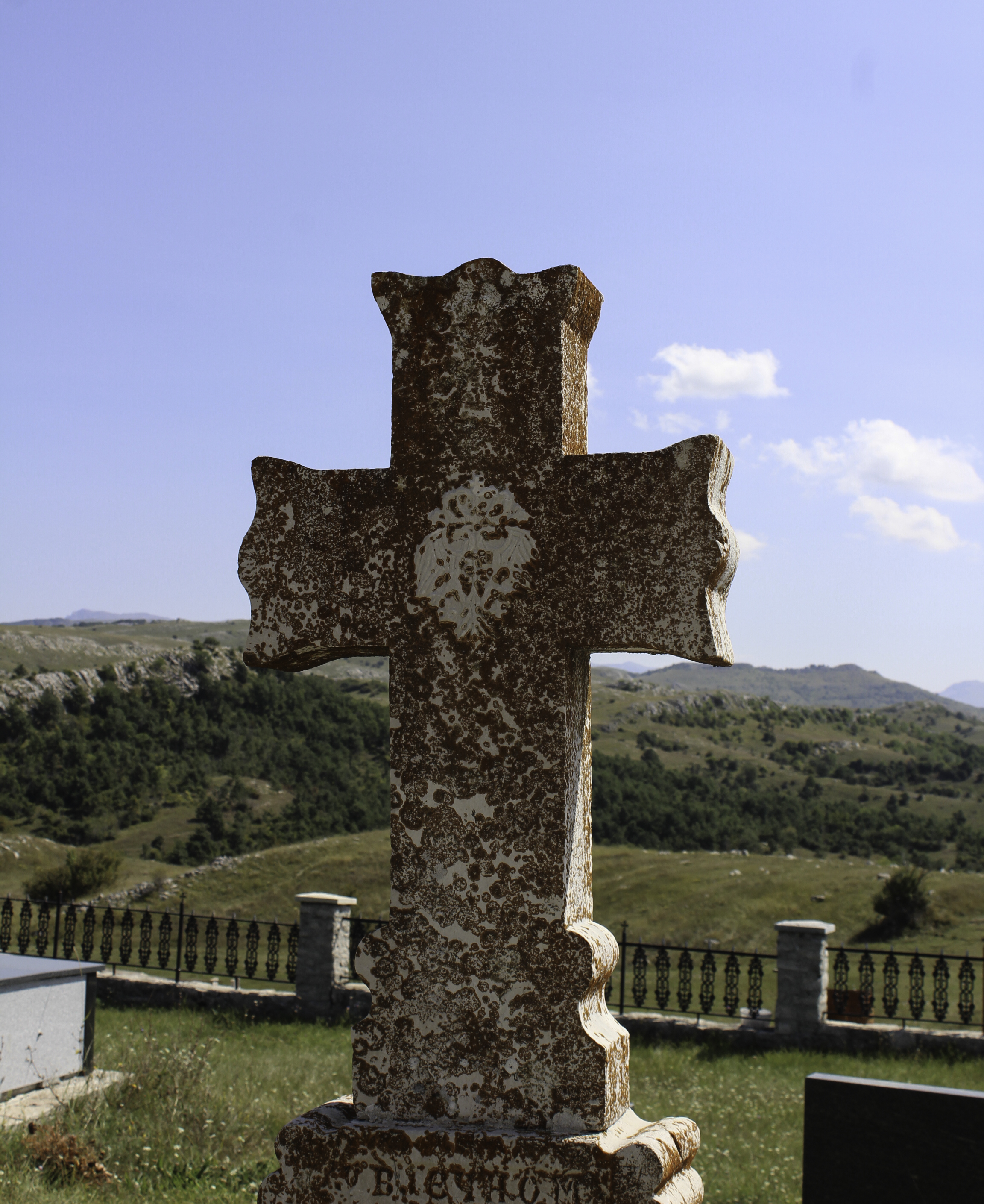
Altes Grabkreuz

## Belege
- Seite über die Kirche auf der Tourismusseite der Republika Srpska, (serbisch)
- Seite über die Kirche auf der Seite der Eparchie Zahumlje-Herzegowina und Küstenland, (serbisch)

Koordinaten: 43° 14′ 32″ N, 18° 25′ 45,4″ O